# Wilhelm Ackermann
Wilhelm Ackermann (alemany: Wilhelm Friedrich Ackermann)  (Herscheid, 29 de març de 1896 - Lüdenscheid, 24 de desembre de 1962) va ser un matemàtic alemany.

## Biografia
Va ingressar a la Universitat de Göttingen el 1914 per estudiar Matemàtiques, Física i Filosofia, però va haver d'interrompre els seus estudis en ser mobilitzat per la Gran Guerra. Va obtenir el seu doctorat el 1924 sota la supervisió de David Hilbert amb una tesi titulada: Begründung des "tertium non datur" mittels der Hilbertschen Theorie der Widerspruchsfreiheit  (Fonament del "tertium non datur" en la teoria hilbertiana de la consistència).
Ackerman no va seguir una carrera universitària: va ser professor de matemàtiques d'ensenyament secundari als Gymnasiums (els nostres Instituts de Batxillerat) de les ciutats de Burgsteinfurt i Ludenscheid (Westfàlia). Això no obstant, sempre va estar compromès amb la recerca i va publicar nombroses contribucions a la Lògica matemàtica i als Fonaments de la matemàtica. Va ser membre corresponent de l'Acadèmia de Ciències de Göttingen i professor honorari de la Universitat de Münster en lògica matemàtica.
Se'l considera el deixeble més fidel d'Hilbert, amb qui col·laborà en treballs de formalització de l'aritmètica i axiomatització de la matemàtica. El llibre pel que és més conegut és el Grundzüge der theoretischen Logik (Fonaments de Lògica Matemàtica) (1928), en coautoria amb David Hilbert, que ha estat traduït a nombrosos idiomes i ha tingut una influència decisiva en el desenvolupament posterior de les matemàtiques. També és destacable la seva contribució en metalògica i matemàtica en el seu treball sobre el problema de la decidibilitat Solvable cases of the decision problem,1954.
Segons Hans Hermes, els seus estudis publicats versen sobre els temes següents:
- Recerques sobre la Consistència de l'Aritmètica
- Recerques sobre la Consistència dels Sistemes Matemàtics complerts
- Estudis sobre l'enfortiment de la implicació estricta
- Problemes sobre les Funcions recursives
- Investigacions sobre la decidibilitat de la Lògica de predicats

Ackerman va estar donant classes fins a tres dies abans de la seva mort el dia 24 de desembre de 1962.